# Estatua de Buddha Dordenma
El Gran Buda Dordenma es una gigantesca estatua  de Buda Shakyamuni en las montañas de Bután que celebra el 60 aniversario del cuarto rey Jigme Singye Wangchuck. La estatua alberga más de cien mil estatuas más pequeñas de Buda, cada una de las cuales, como el Gran Buda Dordenma en sí, está hecha de bronce y es de color dorado.

## Historia
La estatua está ubicada en medio de las ruinas de Kuensel Phodrang, el palacio de Sherab Wangchuck, decimotercer Druk Desi, que domina el lado sur de Timbu, capital de Bután. La construcción comenzó en 2006 y estaba previsto que finalizara en octubre de 2010, sin embargo, no concluyó hasta el 25 de septiembre de 2015. La obra finalizada es una de las rupas de Buda más grandes del mundo, con 169 pies (51,5 m) y contiene 100 000 budas dorados de bronce de 8 pulgadas de alto y 25 000 de 12 pulgadas.
Fue construida a un costo de 47 millones de dólares por Aerosun Corporation de Nankín (China), mientras que el costo total de todo el proyecto supera los 100 millones. El interior se acomodará respectivamente. Los nombres de los patrocinadores se muestran en la sala de meditación que forma el trono del Gran Buda Dordenma. 
Además de conmemorar el centenario de la monarquía butanesa, cumple dos profecías. En el siglo XX, el famoso yogui Sonam Zangpo profetizó que se construiría una gran estatua de Padmasambhava, Buda o phurba en la región para otorgar bendiciones, paz y felicidad a todo el mundo. Además, la estatua se menciona en el antiguo terma del mismo Gurú Padmasambhava, el cual se dice que data de aproximadamente el siglo VIII y se recuperó hace unos 800 años por el tertön Pema Lingpa.    
Bajo los ojos de la estatua de Buda, el parque natural Kuensel Phodrang se inauguró formalmente en 2011. El parque conserva 943,4 acres de área forestal que rodea la estatua y alberga dos gimnasios públicos al aire libre inaugurados en 2015.